# Martin Ernst von Schlieffen

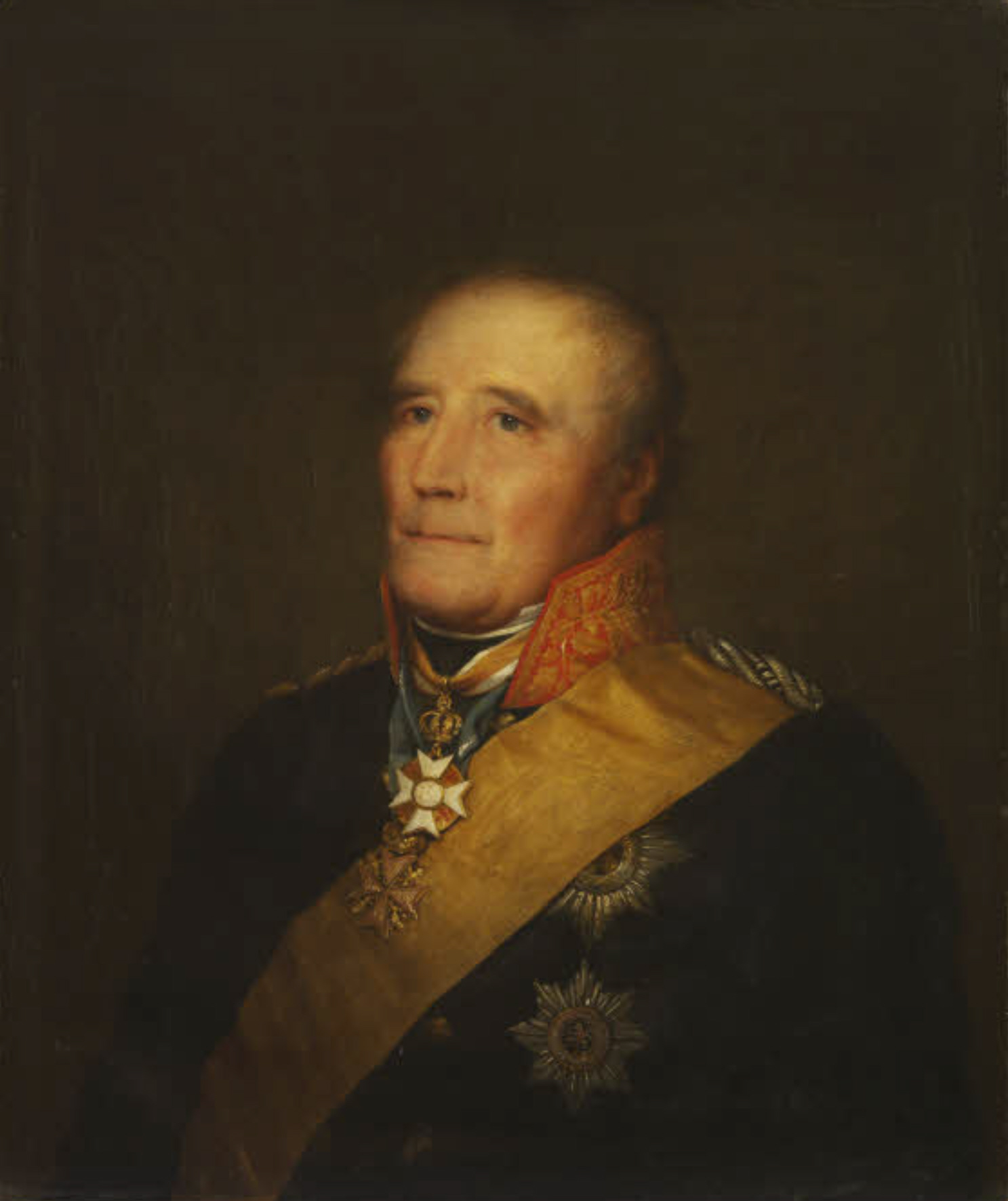
Martin Ernst von Schlieffen, porträtiert von August von der Embde (1818)

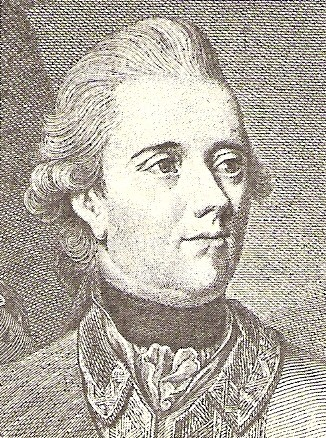
Martin Ernst von Schlieffen

Martin Ernst von Schlieffen (* 30. Oktober 1732 in Pudenzig bei Gollnow (Pommern); † 15. Februar 1825 auf Schloss Windhausen bei Heiligenrode) war ein deutscher General, Politiker, Schriftsteller und Gartenarchitekt.

## Leben
Er entstammte dem Adelsgeschlecht Schlieffen und war der Sohn des preußischen Offiziers und Gutsbesitzers Hans Michael von Schlieffen und dessen Ehefrau Anna Helena, geborene von Petersdorff. 1745 trat er in die Preußische Armee ein. Er diente im Bredow’schen Garnisonsregiment in Berlin, bis schließlich das Regiment in kleinere Garnisonen in Eberswalde, Bernau und Templin aufgeteilt wurde. 1749 wurde er zur Garde nach Potsdam versetzt und dem König Friedrich II. vorgestellt. Er bildete sich autodidaktisch durch Lesen zum Schreiben aus. Als er 1755 an einem Lungenleiden erkrankte, wurde er aus dem preußischen Militärdienst entlassen und auch nach seiner Genesung 1757 nicht wieder eingestellt.
Er trat schließlich 1757 in hessische Dienste und stieg bis 1763 zum General auf. Er war in der Zeit Generaladjutant von Ferdinand von Braunschweig-Wolfenbüttel. 1772 wurde er vom Landgrafen Friedrich II. von Hessen-Kassel zum Generalleutnant befördert und zum hessischen Staatsminister berufen. Der Landgraf zeichnete ihn am 25. August 1773 mit dem Hausorden vom Goldenen Löwen aus. Schlieffen wurde der wichtigste Berater der Landgrafen Friedrich II. und Wilhelm IX. 1776 begleitete er im Auftrag des hessischen Landgrafen die für den Krieg in Nordamerika an England gestellten Truppen nach London.
1781 erwarb er in Lalendorf (Mecklenburg) die Lehngüter Niegleve und Tolzin und das Bauerndorf Zierhagen, das er zum Gut umgestalte. Hier entstand 1802 das Gutshaus und 1859 bis 1863 durch Umbau das große, nicht erhaltene Schloss Schlieffenberg, dass bis 1929 im Familienbesitz verblieb.
1789 trat er wieder in preußische Dienste unter König Friedrich Wilhelm II. Er wurde Gouverneur von Wesel und bald darauf mit dem Schwarzen Adlerorden ausgezeichnet. In den folgenden Jahren unternahm er mehrere diplomatische Missionen ins In- und Ausland. 1790 befehligte er die in Lüttich einmarschierenden Truppen. 1792 nahm er seinen Abschied und veröffentlichte seinen militärisch-gesaligischen Kalender.
Er zog sich auf Gut Windhausen zurück, lebte zeitweise aber auch auf seinen Besitzungen in Mecklenburg. Für seinen Alterswohnsitz Windhausen ließ er neben dem Schloss Windhausen auch den dazugehörigen Germanischen Garten anlegen. Er widmete sich wissenschaftlichen Studien und verfasste zahlreiche Schriften, wofür er unter anderem die Mitgliedschaft in der Preußischen und der Bayerischen Akademie der Wissenschaften (1808) erhielt. Er gehörte zum Bekanntenkreis von Friedrich Schiller. Der Autor verfasste eine Familiengeschichte der von Schlieffen sowie eine Autobiographie.
1807 bis 1813 war er Mitglied der Reichsstände des Königreichs Westphalen. Im Königreich Westphalen wurde er am 2. April 1813 zum Baron erhoben und mit dem Orden der Westphälischen Krone ausgezeichnet (Ritter am 5. Februar 1810; Kommandeur am 28. März 1811 und Großkommandeur im Oktober 1813).
Nach seinem Tod im Alter von 92 Jahren wurde er in seinem Mausoleum im Germanischen Garten von Windhausen beigesetzt. Er blieb unverheiratet.

## Werke
- Nachricht von einigen Häusern der Geschlechter v. Schlieffen oder Schlieben, vor Alters Sliwin oder Sliwingen. Kassel 1784. Digitalisat
- Einige Betreffnisse und Erlebungen M.E's von Schlieffen. G. Reimer, Berlin 1830.